# Псхувцы

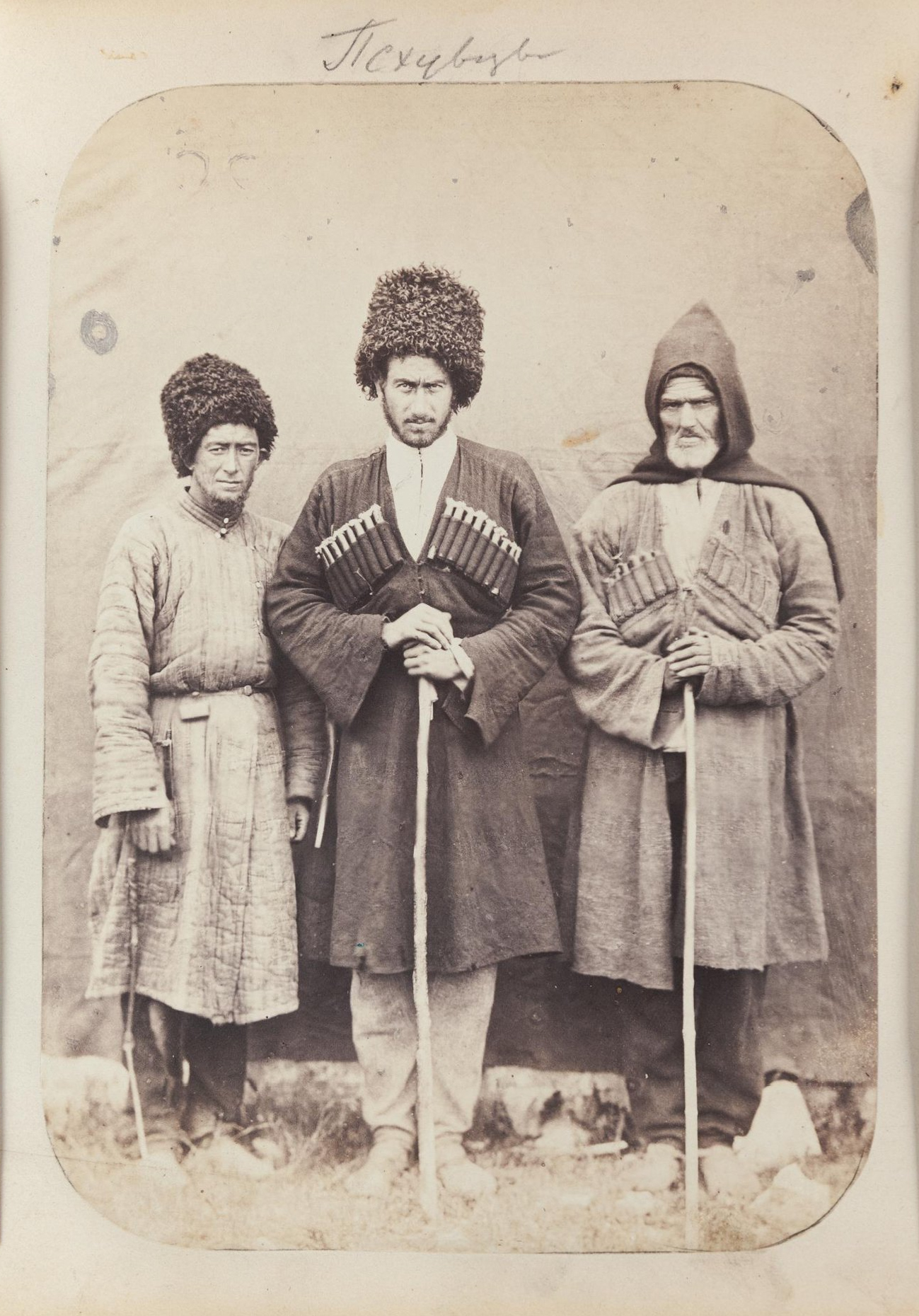
Псхувцы (1860-е гг.)

Псхувцы — один из субэтносов абхазов, в прошлом немногочисленное абхазское племя, которое фиксируется с XVII века.
В частности, Эвлия Челеби записал:

К горным племенам абхазским принадлежат: Псху (Posukhi), 7,000 буйных мужей… 

## Общие сведения
Псхувцы говорят на своём диалекте абхазского языка, вероятно это один диалект с ахчипсоуским, псхувцы близки с ахчыпсами.
Наименование — от названия высокогорного села Псху, в верховьях реки Бзып (Бзыбь), где они все проживали до начала своего мухаджирства, а точнее до 1864 года.
В настоящее время проживают в абхазской диаспоре в Турции, а также в Карачаево-Черкесской республике.
В адыго-абхазской диаспоре, проживающей в Турции, псхувцев относят к подгруппе «апсуа», туда же относятся и абжуйцы, абжаквинцы, цабальцы, садзы, цвыджи и ахчипсы. Все они говорят на близких между собой диалектах абхазского языка и имеют единое самосознание.

## Антропонимия
Фамилии
1. Агрба
2. Аджи, Аджиев
3. Адзин
4. Адзинба
5. Азимба
6. Акхао
7. Анхао
8. Апсо
9. Арита
10. Арзимба
11. Асхаца
12. Ахба
13. Ахы
14. Ашиба
15. Ашибако
16. Дунача
17. Ешба
18. Жиба
19. Жир
20. Заурум(ов)
21. Кого
22. Капо
23. Качо
24. Кельба
25. Каго
26. Козба
27. Коцба
28. Кудж
29. Кумсажев
30. Кучба
31. Маго
32. Маршан
33. Меако
34. Папо
35. Тамбий
36. Тарба
37. Тахушина
38. Тлис
39. Фатизь
40. Хозов
41. Хаджибиев
42. Цыба
43. Чернышов
44. Шкацао
45. Экба
46. Эхба
47. Якба
48. Яшба